# Süper Lig 2019-2020
La Süper Lig 2019-2020, ufficialmente chiamata Spor Toto Süper Lig Cemil Usta 2019-2020 per motivi di sponsorizzazione, è stata la 62ª edizione della massima divisione del campionato di calcio turco, iniziata il 16 agosto 2019, sospesa il 19 marzo 2020 a causa della pandemia di COVID-19, ripresa il 12 giugno 2020 e terminata il 26 luglio seguente. Il Galatasaray è la squadra campione in carica.
Il 19 luglio 2020 il İstanbul Başakşehir vinse il titolo per la prima volta, ottenendo il successo alla penultima giornata di campionato e qualificandosi, sempre per la prima volta, direttamente alla fase a gironi della UEFA Champions League, oltre a diventare la terza squadra al di fuori delle tre grandi di Istanbul a vincere il campionato.

## Stagione

### Novità
Rispetto alla stagione 2018-2019 sono state retrocesse in TFF 1. Lig, l'Akhisar Belediyespor, il Bursaspor e l'Erzurumspor FK. Dalla TFF 1. Lig sono stati promossi il Denizlispor e il Gençlerbirliği, rispettivamente primo e secondo classificato, e il Gaziantep, vincitore dei play-off.

### Formula
Le diciotto squadre partecipanti si affrontano in un girone all'italiana con partite di andata e ritorno per un totale di 34 giornate. La prima classificata al termine della stagione regolare è designata campione di Turchia e ammessa alla fase a gironi della UEFA Champions League 2020-2021. La squadra seconda classificata viene ammessa al secondo turno preliminare di UEFA Champions League. Le squadre terza e quarta classificate vengono ammesse in UEFA Europa League 2020-2021, rispettivamente al terzo e al secondo turno preliminare, assieme alla vincitrice della Coppa di Turchia, ammessa direttamente alla fase a gironi. Le ultime tre classificate sono retrocesse in TFF 1. Lig.
Dopo il termine della stagione, la federazione turca annuncia la decisione di annullare le retrocessioni e portare il successivo campionato a 21 squadre, approvando contestualmente una modifica della formula del torneo che preveda, nella stagione seguente, quattro retrocessioni in seconda serie e tre promozioni dalla seconda serie, in modo da passare a un campionato a 20 squadre nella stagione 2021-2022.

## Squadre partecipanti
| Club                | Città      | Stadio                        | Stagione precedente      |
| ------------------- | ---------- | ----------------------------- | ------------------------ |
| Alanyaspor          | Alanya     | Stadio Bahçeşehir Okulları    | 9º posto in Süper Lig    |
| Ankaragücü          | Ankara     | Stadio Eryaman                | 13º posto in Süper Lig   |
| Antalyaspor         | Antalya    | Stadio Antalya                | 7º posto in Süper Lig    |
| İstanbul Başakşehir | Istanbul   | Stadio Başakşehir Fatih Terim | 2º posto in Süper Lig    |
| Beşiktaş            | Istanbul   | Vodafone Arena                | 3º posto in Süper Lig    |
| Çaykur Rizespor     | Rize       | Stadio Çaykur Didi            | 11º posto in Süper Lig   |
| Denizlispor         | Denizli    | Stadio Atatürk                | 1º posto in TFF 1. Lig   |
| Fenerbahçe          | Istanbul   | Stadio Şükrü Saraçoğlu        | 6º posto in Süper Lig    |
| Galatasaray         | Istanbul   | Türk Telekom Arena            | Campione della Süper Lig |
| Gaziantep           | Gaziantep  | Gaziantep Arena               | 5º posto in 1. Lig       |
| Gençlerbirliği      | Ankara     | Stadio Eryaman                | 2º posto in TFF 1. Lig   |
| Göztepe             | Smirne     | Stadio Bornova                | 15º posto in Süper Lig   |
| Kasımpaşa           | Istanbul   | Stadio Recep Tayyip Erdoğan   | 14º posto in Süper Lig   |
| Kayserispor         | Kayseri    | Stadio Kadir Has              | 10º posto in Süper Lig   |
| Konyaspor           | Konya      | Yeni Konyaspor Stadı          | 8º posto in Süper Lig    |
| Sivasspor           | Sivas      | Nuovo stadio 4 settembre      | 12º posto in Süper Lig   |
| Trabzonspor         | Trebisonda | Stadio Şenol Güneş            | 4º posto in Süper Lig    |
| Yeni Malatyaspor    | Malatya    | Stadio Malatya İnönü          | 5º posto in Süper Lig    |

## Classifica finale
|       | Pos. | Squadra             | Pt | G  | V  | N  | P  | GF | GS | DR  |
| ----- | ---- | ------------------- | -- | -- | -- | -- | -- | -- | -- | --- |
|       | 1.   | İstanbul Başakşehir | 69 | 34 | 20 | 9  | 5  | 65 | 34 | +31 |
| [ 4 ] | 2.   | Trabzonspor         | 65 | 34 | 18 | 11 | 5  | 76 | 42 | +34 |
|       | 3.   | Beşiktaş            | 62 | 34 | 19 | 5  | 10 | 59 | 40 | +19 |
|       | 4.   | Sivasspor           | 60 | 34 | 17 | 9  | 8  | 55 | 38 | +17 |
|       | 5.   | Alanyaspor          | 57 | 34 | 16 | 9  | 9  | 61 | 37 | +24 |
|       | 6.   | Galatasaray         | 56 | 34 | 15 | 11 | 8  | 55 | 37 | +18 |
|       | 7.   | Fenerbahçe          | 53 | 34 | 15 | 8  | 11 | 58 | 46 | +12 |
|       | 8.   | Gaziantep           | 46 | 34 | 11 | 13 | 10 | 49 | 50 | -1  |
|       | 9.   | Antalyaspor         | 45 | 34 | 11 | 12 | 11 | 41 | 52 | -11 |
|       | 10.  | Kasımpaşa           | 43 | 34 | 12 | 7  | 15 | 53 | 58 | -5  |
|       | 11.  | Göztepe             | 42 | 34 | 11 | 9  | 14 | 44 | 49 | -5  |
|       | 12.  | Gençlerbirliği      | 36 | 34 | 9  | 9  | 16 | 39 | 56 | -17 |
|       | 13.  | Konyaspor           | 36 | 34 | 8  | 12 | 14 | 36 | 52 | -16 |
|       | 14.  | Denizlispor         | 35 | 34 | 9  | 8  | 17 | 31 | 48 | -17 |
|       | 15.  | Çaykur Rizespor     | 35 | 34 | 10 | 5  | 19 | 38 | 57 | -19 |
| [ 5 ] | 16.  | Yeni Malatyaspor    | 32 | 34 | 8  | 8  | 18 | 44 | 51 | -7  |
| [ 5 ] | 17.  | Kayserispor         | 32 | 34 | 8  | 8  | 18 | 40 | 72 | -32 |
| [ 5 ] | 18.  | Ankaragücü          | 32 | 34 | 7  | 11 | 16 | 31 | 56 | -25 |

Legenda:

      Campione di Turchia e ammessa alla UEFA Champions League 2020-2021
      Ammessa alla UEFA Champions League 2020-2021
      Ammesse alla UEFA Europa League 2020-2021
Note:
Tre punti per la vittoria, uno per il pareggio, zero per la sconfitta.

## Risultati

### Tabellone
|                     | ALA  | ANK  | ANT  | BES  | ÇAY  | DEN  | FEN  | GAL  | GAZ  | GEN  | GOZ  | İSB  | KAS  | KAY  | KON  | SIV  | TRA  | YEN    |
| ------------------- | ---- | ---- | ---- | ---- | ---- | ---- | ---- | ---- | ---- | ---- | ---- | ---- | ---- | ---- | ---- | ---- | ---- | ------ |
| Alanyaspor          | –––– | 5-0  | 0-0  | 1-2  | 5-2  | 1-0  | 3-1  | 4-1  | 1-0  | 0-1  | 0-1  | 0-0  | 4-1  | 5-1  | 2-1  | 1-1  | 2-2  | 2-1    |
| Ankaragücü          | 1-4  | –––– | 0-1  | 0-0  | 2-1  | 2-2  | 2-1  | 1-0  | 1-2  | 2-1  | 1-3  | 1-2  | 1-1  | 1-1  | 0-1  | 0-3  | 0-3  | 0-4    |
| Antalyaspor         | 1-0  | 2-2  | –––– | 1-2  | 3-1  | 0-2  | 2-2  | 2-2  | 1-1  | 0-6  | 0-3  | 0-2  | 3-1  | 2-2  | 0-0  | 1-0  | 1-3  | 3-0    |
| Beşiktaş            | 2-0  | 2-1  | 1-2  | –––– | 1-1  | 1-0  | 2-0  | 1-0  | 3-0  | 4-1  | 3-0  | 1-1  | 3-2  | 4-1  | 3-0  | 1-2  | 2-2  | 0-2    |
| Çaykur Rizespor     | 1-1  | 2-0  | 1-0  | 1-2  | –––– | 2-2  | 1-2  | 2-0  | 1-2  | 2-0  | 0-0  | 1-2  | 0-3  | 3-2  | 3-1  | 2-1  | 1-2  | 3-0    |
| Denizlispor         | 1-5  | 0-1  | 0-3  | 1-5  | 2-0  | –––– | 1-2  | 2-0  | 0-1  | 1-0  | 1-1  | 1-1  | 0-1  | 0-1  | 0-1  | 0-2  | 2-1  | 2-0    |
| Fenerbahçe          | 1-1  | 2-1  | 0-1  | 3-1  | 3-1  | 2-2  | –––– | 1-3  | 5-0  | 5-2  | 2-1  | 2-0  | 3-2  | 2-1  | 5-1  | 1-2  | 1-1  | 3-2    |
| Galatasaray         | 1-0  | 2-2  | 5-0  | 0-0  | 2-0  | 2-1  | 0-0  | –––– | 3-3  | 3-0  | 3-1  | 0-1  | 1-0  | 4-1  | 1-1  | 3-2  | 1-3  | 1-0    |
| Gaziantep           | 1-1  | 1-1  | 1-1  | 3-2  | 2-0  | 1-2  | 0-2  | 0-2  | –––– | 4-1  | 1-1  | 1-2  | 2-2  | 3-0  | 3-1  | 5-1  | 1-1  | 1-1    |
| Gençlerbirliği      | 1-1  | 1-0  | 1-1  | 0-3  | 0-1  | 0-2  | 1-1  | 0-0  | 1-0  | –––– | 3-1  | 1-2  | 0-2  | 2-1  | 2-1  | 2-2  | 0-2  | 3-3    |
| Göztepe             | 3-3  | 2-2  | 0-1  | 2-1  | 2-0  | 0-0  | 2-2  | 2-1  | 1-1  | 1-3  | –––– | 0-3  | 1-4  | 4-0  | 1-0  | 3-1  | 1-3  | 1-1    |
| İstanbul Başakşehir | 2-0  | 2-1  | 2-0  | 1-0  | 5-0  | 2-0  | 1-2  | 1-1  | 3-1  | 3-1  | 2-1  | –––– | 5-1  | 1-0  | 1-1  | 1-1  | 2-2  | 4-1    |
| Kasımpaşa           | 1-2  | 0-1  | 3-0  | 2-3  | 2-0  | 2-0  | 2-0  | 0-3  | 3-4  | 1-2  | 2-0  | 3-2  | –––– | 5-1  | 1-4  | 0-0  | 1-1  | 2-2    |
| Kayserispor         | 0-1  | 1-1  | 2-2  | 3-1  | 1-0  | 1-1  | 1-0  | 2-3  | 1-1  | 2-0  | 1-0  | 1-4  | 1-1  | –––– | 2-2  | 1-4  | 1-2  | 2-1    |
| Konyaspor           | 2-3  | 0-0  | 2-2  | 0-1  | 1-0  | 0-0  | 1-0  | 0-3  | 0-0  | 1-1  | 1-3  | 4-3  | 0-0  | 2-1  | –––– | 2-2  | 0-1  | 0-2    |
| Sivasspor           | 1-0  | 3-1  | 2-1  | 3-0  | 1-1  | 1-0  | 3-1  | 2-2  | 1-1  | 2-0  | 1-0  | 1-1  | 2-0  | 0-2  | 2-0  | –––– | 2-1  | 0-1    |
| Trabzonspor         | 1-0  | 1-1  | 2-2  | 4-1  | 5-2  | 1-2  | 2-1  | 1-1  | 4-1  | 2-2  | 0-1  | 1-1  | 6-0  | 6-2  | 3-4  | 2-1  | –––– | 2-1    |
| Yeni Malatyaspor    | 2-3  | 0-1  | 1-2  | 0-1  | 0-2  | 5-1  | 0-0  | 1-1  | 0-1  | 0-0  | 2-1  | 3-0  | 1-2  | 4-0  | 1-1  | 1-3  | 1-3  | ––––\| |

## Statistiche

### Individuali

#### Classifica marcatori
| Gol |  |  | Giocatore            | Squadra             |
| --- |  |  | -------------------- | ------------------- |
| 24  |  |  | Alexander Sørloth    | Trabzonspor         |
| 22  |  |  | Papiss Cissé         | Alanyaspor          |
| 17  |  |  | Adis Jahović         | Yeni Malatya        |
| 15  |  |  | Vedat Muriqi         | Fenerbahçe          |
| 14  |  |  | Bogdan Stancu        | Genclerbirligi      |
| 13  |  |  | Burak Yılmaz         | Besiktas            |
| 13  |  |  | Mustapha Yatabaré    | Sivasspor           |
| 13  |  |  | Demba Ba             | İstanbul Başakşehir |
| 13  |  |  | Edin Višća           | İstanbul Başakşehir |
| 12  |  |  | Bengali-Fodé Koita   | Kasisampa           |
| 11  |  |  | Anthony Nwakaeme     | Trabzonspor         |
| 11  |  |  | Enzo Crivelli        | İstanbul Başakşehir |
| 11  |  |  | Mame Thiam           | Kasimpasa           |
| 10  |  |  | Giovanni Sio         | Genclerbirligi      |
| 10  |  |  | Olarenwaju Kayode    | Gazientep           |
| 10  |  |  | Radamel Falcao       | Galatasaray         |
| 10  |  |  | Milan Škoda          | Çaykur Rizespor     |
| 10  |  |  | Pedro Henrique       | Kayserispor         |
| 10  |  |  | Anastasios Bakasetas | Alanyaspor          |